# ۲۹۹ (قمری)
۲۹۹ (قمری)، دویست و نود و نهمین سال در گاهشماری هجری قمری است. اول محرم این سال برابر با سوم سپتامبر سال ۹۱۱ میلادی است.